# Zdislava z Lemberka
Svatá Zdislava z Lemberka (1220? Křižanov – 1252 Lemberk) byla česká šlechtična a zakladatelka klášterů a špitálů. V roce 1907 byla prohlášena za blahoslavenou a roku 1995 papežem sv. Janem Pavlem II. za svatou. V roce 1995 požádal litoměřický biskup o změnu patrocinia diecéze a od roku 2000 je sv. Zdislava hlavní patronkou litoměřické diecéze. Od roku 2002 se stala patronkou Libereckého kraje.

## Životopis
Její otec byl Přibyslav z Křižanova na Moravě a matka Sibyla, původem ze Sicilského království na jihu Itálie, která přišla do českých zemí s Kunhutou Štaufskou, nevěstou krále Václava I. Zdislava měla několik sourozenců – dospělého věku se dožily sestry Alžběta (neboli Eliška), provdaná za Smila z Lichtemburka, a Eufémie, manželka Bočka z Obřan.
O jejím mládí nevíme prakticky nic, je třeba zmínit velmi vřelý vztah jejích rodičů k duchovnu a katolické církvi vůbec, takže je teoreticky možná její výchova v některém z moravských klášterů, nebo alespoň jejich vliv na Zdislavinu výchovu. Její manžel Havel z Lemberka, za kterého se provdala okolo roku 1240, byl blízký důvěrník krále Václava I. Narodily se jim čtyři děti: spolehlivě doložení jsou synové Havel, Jaroslav a Zdislav a dcera Markéta, o níž se zmiňuje Žďárská kronika.
Zdislava byla zřejmě ráznou a energickou ženou. Její jméno je spojováno s dominikánskými kláštery v Turnově a v Jablonném v Podještědí, zde zároveň se špitálem, do kterého, navzdory svému vysokému postavení, osobně docházela a nemocných se ujímala. Zemřela předčasně přibližně v 33 letech, tradovanou tuberkulózu antropologický výzkum nepotvrdil. Pohřbena byla v kostele sv. Vavřince v Jablonném, jehož stavbu začala, dokončení stavby se ale nedožila.
V roce 1994 byl o jejím životě natočen film V erbu lvice podle stejnojmenného románu Aleny Vrbové; známá je také kniha Světlo ve tmách od Jaroslava Durycha.

## Svatořečení a pocty

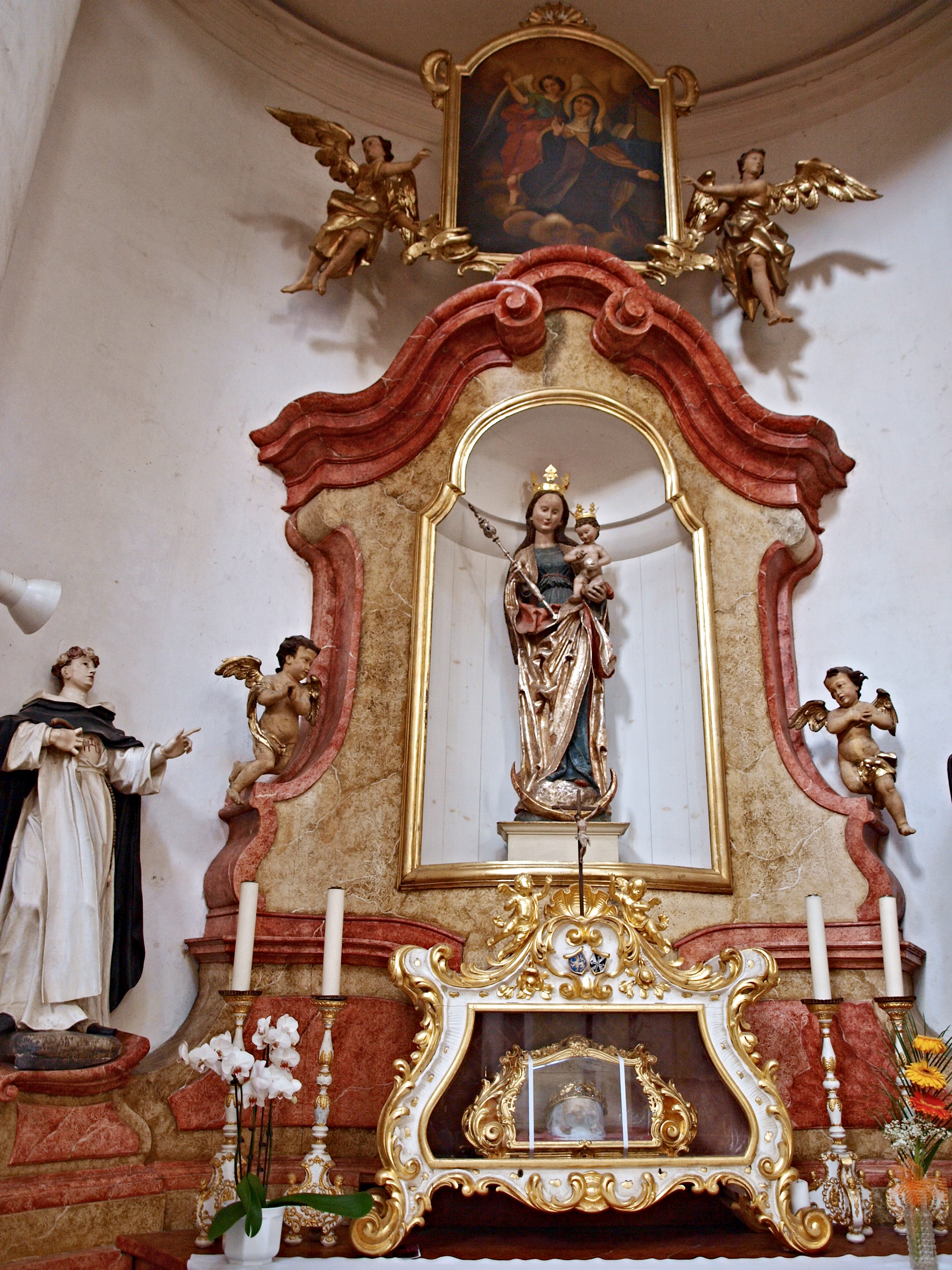
Levý boční oltář v bazilice v Jablonném s relikviářem sv. Zdislavy

O její beatifikaci požádal již v roce 1849 litoměřický biskup Augustin Bartoloměj Hille, avšak bezvýsledně. Roku 1895 byl zahájen proces blahořečení Zdislavy. Impulzem pro beatifikaci byla aktivita faráře z Jablonného v Podještědí Josefa Tschörche, který požádal o potvrzení nepamětného kultu paní Zdislavy z Lemberka. Ve spolupráci litoměřického biskupa Emanuela Jana Schöbela, litoměřického kanovníka Josefa Štěrby a litoměřického dominikána Benedikta Kundráta byly vykonány všechny potřebné práce pro beatifikaci. Proces beatifikace byl dokončen 6. září 1900 a dodán Kongregaci pro svatořečení do Říma. Kongregace vyjádřila souhlas k procesu 27. srpna 1907 a papež sv. Pius X. 28. srpna 1907 Zdislavu z Lemberka blahořečil.
Roku 1995 byla papežem sv. Janem Pavlem II. uznána za svatou (byl uznán zázrak uzdravení MUDr. Františka Straky; v roce 1989 se jeho příbuzní modlili ke Zdislavě a MUDr. Straka se probudil z klinické smrti). 21. května 1995 papež sv. Jan Pavel II. při své návštěvě České republiky na stotisícovém shromáždění na letišti v Olomouci-Neředíně svatořečil blahoslavenou Zdislavu z Lemberka spolu s blahoslaveným Janem Sarkanderem. Na žádost litoměřického biskupa Josefa Koukla byla prohlášena v témže roce za hlavní patronku litoměřické diecéze a její hrob v Jablonném v Podještědí je diecézním poutním místem.
Roku 2002 vydala ČNB k 750. výročí úmrtí Zdislavy pamětní stříbrnou minci v hodnotě 200 Kč.

## Kostely a kaple sv. Zdislavy

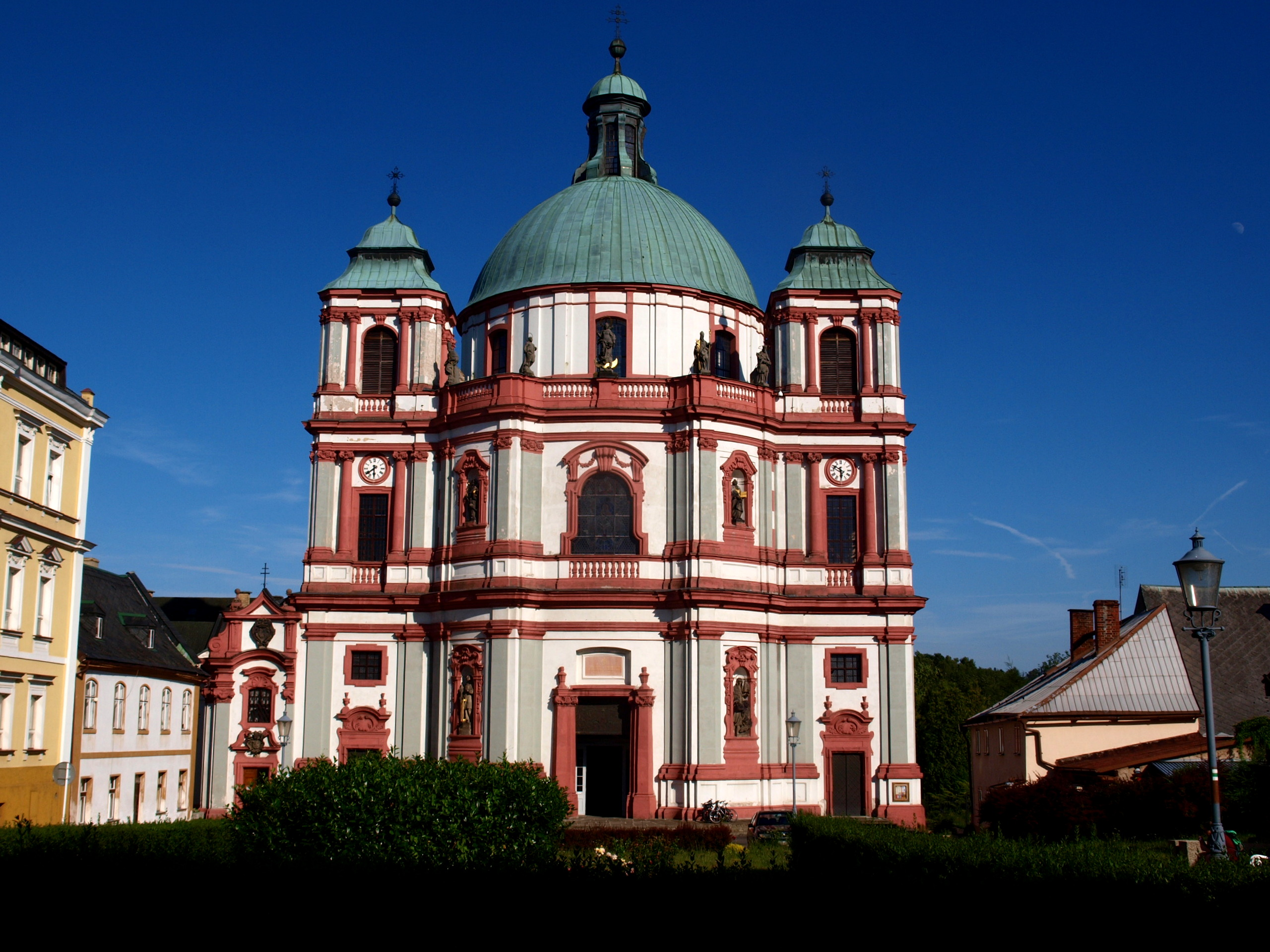
Bazilika sv. Vavřince a sv. Zdislavy v Jablonném v Podještědí

- Bazilika svatého Vavřince a svaté Zdislavy, Jablonné v Podještědí (okres Liberec)
- Kostel sv. Zdislavy, Prostřední Bečva (okres Vsetín)
- Kostel sv. Zdislavy, Studnice (okres Chrudim)
- Kostel sv. Zdislavy, Oldřichovice (okres Zlín)
- Kaple sv. Sedmipočetníků a sv. Zdislavy, Vír (okres Žďár nad Sázavou)
- Kaple sv. Zdislavy, Kelníky
- Kostel sv. Zdislavy, Lavičky (Velké Meziříčí)
- Kaple sv. Zdislavy, Praha
- Kaple sv. Zdislavy, v domově důchodců na Nové Rudě (Liberec)
- Kaple sv. Zdislavy, Slavkov (okres Uherské Hradiště)
- Kaple sv. Zdislavy v domově důchodců, Kostelec na Hané
- Kaple sv. Zdislavy, Štěnovický Borek (okres Plzeň-město)
- Kaple sv. Zdislavy v Charitním domově Zdislava (Litoměřice)
- Kaplička sv. Zdislavy, Pecka (okres Jičín)
- Kaple sv. Zdislavy, Šanov u Slavičína (farnost Pitín)
- Kaplička sv. Zdislavy, Cvikov (na cestě k dětské léčebně a ke Kalvarii od hotelu Sever)
- Kaple sv. Zdislavy, Oldřichovice, farnost Pohořelice, (okres Zlín)
- Komenda sv. Zdislavy, Český Dub (okres Liberec)

## Významná vyobrazení sv. Zdislavy

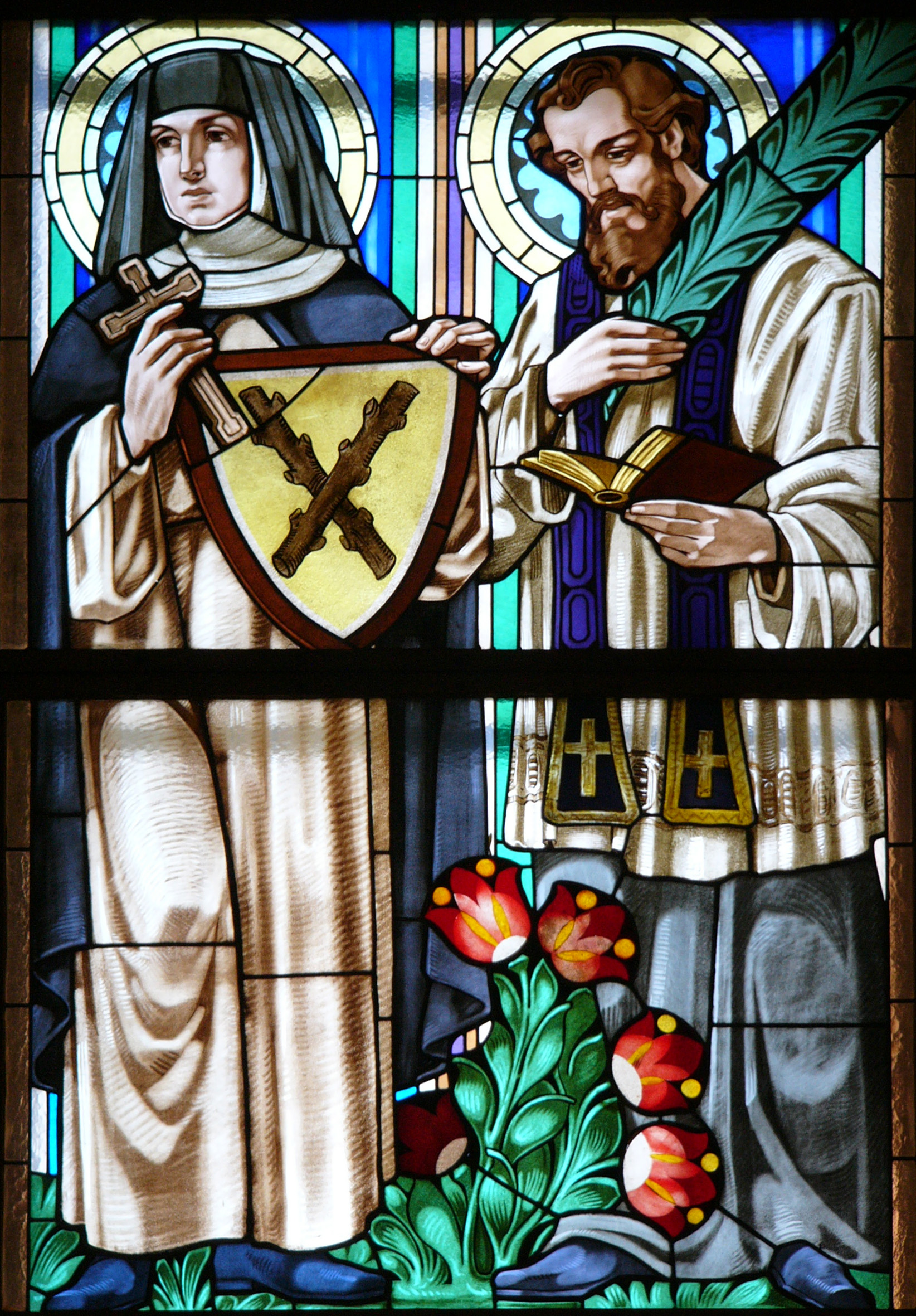
Sv. Zdislava z Lemberka a sv. Jan Sarkander

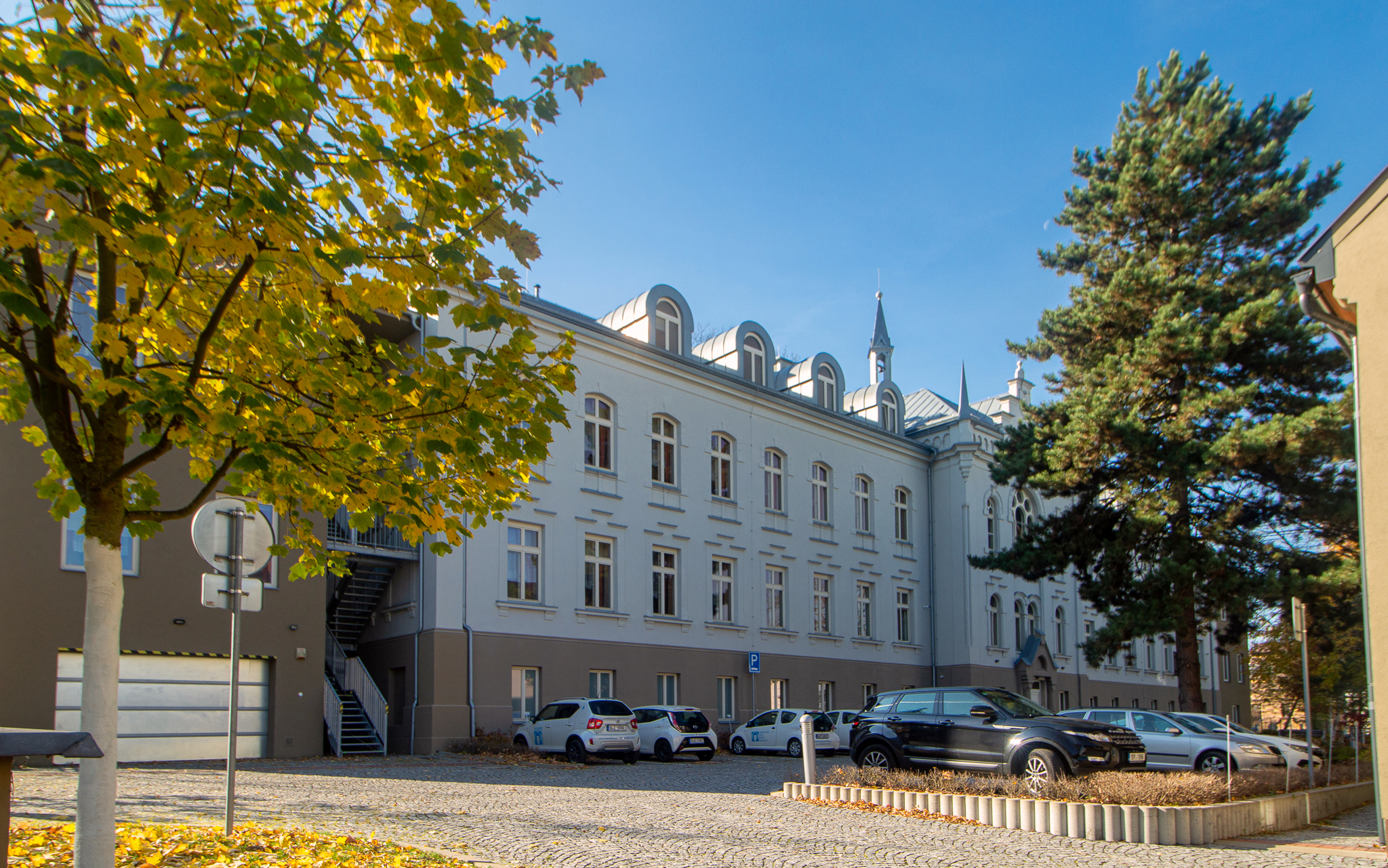
Hospic sv. Zdislavy v Liberci

- Vitráž sv. Zdislavy a sv. Jana Sarkandera v kostele svatého Cyrila a Metoděje v Olomouci
- Mozaika sv. Zdislavy v klášterním kostele Nanebevzetí Panny Marie ve Žďáře nad Sázavou
- Sádrový reliéf sv. Zdislavy s manželem Havlem v kostele sv. Václava v Křižanově
- Pamětní medaile Zdislava z Lemberka
- Zvon sv. Zdislava v kostele sv. Michala v Olomouci
- Pamětní stříbrná mince k 750. výročí úmrtí sv. Zdislavy z Lemberka
- Antropologický portrét sv. Zdislavy Jiřího Wintera - Neprakty na přání papeže sv. Jana Pavla II. pro Kongregaci pro blahoslavení a svatořečení před její kanonizací.

V roce 2018 proběhla z podnětu komtura Řádu sv. Lazara Jeruzalémského a velitele Komendy sv. Zdislavy Augustina Karla Andrleho Sylora a s podporou Diecéze litoměřické rekonstrukce podoby sv. Zdislavy z kosterních pozůstatků hlavy. Lebka byla zdigitalizována do 3D modelu českou společností Geo-cz a následně byla brazilským odborníkem na 3D grafiku a designérem Cícero Moraesem navrácena sv. Zdislavě její nejpravděpodobnější podoba.

## Instituce spojené se jménem sv. Zdislavy
- Městys Zdislava
- Orel, župa sv. Zdislavy
- Domov důchodců sv. Zdislavy Červená Voda
- Základní škola sv. Zdislavy Kopřivnice
- V Nemocnice sv. Zdislavy, a.s., Velké Meziříčí
- Charitní dům sv. Zdislavy pro matky v tísni Ostrava
- Domov sv. Zdislavy pro matky s dětmi v tísni Plzeň
- Domov sv.Zdislavy pro matky s dětmi v tísni Klatovy
- Domov sv. Zdislavy (školka) v Předbořicích
- Rodina sv. Zdislavy
- Akreditovaný kvalifikační kurz sv. Zdislavy
- Kurz sv. Zdislavy z Lemberka
- Domov sv. Zdislavy pro studující, Brno
- Střední odborná škola sociální sv. Zdislavy, Praha
- Domov sv. Zdislavy pro matky s dětmi v tísni Aš
- Domov klidného stáří sv. Zdislavy Pravětín
- Skauti – smečka sv. Zdislavy
- Komunita sv. Zdislavy pro pomoc drogově závislým Žibřidice
- Domov sv. Zdislavy pro matky s dětmi v tísni Karlovy Vary
- Domov sv. Zdislavy v Předbořicích u Kovářova
- Domov sv. Zdislavy pro matky s dětmi v tísni Havlovice u Domažlic
- Domov sv. Zdislavy pro matky v tísni Zábřeh
- Charitní domov Zdislava, Litoměřice
- Oddělení sv. Zdislavy v Domově svaté Rodiny v Praze 6
- Východočeská komenda sv. Zdislavy Českého velkobailiviku Vojenského a špitálního řádu svatého Lazara Jeruzalémského
- Střední odborná škola sociální svaté Zdislavy v Praze 2
- Centrum Zdislava, denní stacionář v Novém Městě na Moravě
- Česko-německá mateřská škola sv. Zdislavy v Litoměřicích
- Hospic svaté Zdislavy v Liberci

## Inspirace v krásné literatuře
Zdislava z Lemberka se stala předobrazem více než 15 ztvárnění v beletristických textech:
- Píseň na blahoslavenou Zdislavu – báseň Jakuba Demla, 1952
- Země Nikoho – báseň ve sbírce Jiřího Kuběny, 1961
- V erbu lvice – román Aleny Vrbové, 1977
- Útěk do Egypta přes Království české – román pro mládež Otfrieda Preusslera, 1978
- Paní z Lemberka: o blahoslavené Zdislavě – novela Vojtěšky Mazálkové, 1991
- Legenda o paní Zdislavě – pověst Richarda Neugebauera, 1991
- Zdislava, plamen Boží – básnická sbírka Zuzany Novákové a Jaroslava Nováka, 1992
- Kytice z královské zahrady: příběhy svatých ochránců Čech a Moravy pro děti – příběhy pro děti Ivana Renče, 1993
- Zdislava: paní čistého života: příběh jedné z českých světic – novela Pavla Sýkory a Zdeňka Ferbara, 1995
- O dobré Paní Zdislavě – próza Přemysla Ruta, 2002
- Dýka s hadem, aneb, Tři zločiny, které rozřešil královský prokurátor Oldřich z Chlumu léta Páně 1269 – román Vlastimila Vondrušky, 2002
- Zdislava a ztracená relikvie – román Vlastimila Vondrušky, 2003[8]
- Naše paní Zdislava – básnická sbírka Jana Hraběte-Kroupy, 2003
- Povídky o svaté Zdislavě – povídky Magdalény Tůmové, 2007
- Paní Zdislava z Lemberka – báseň Marie Dolistové přeložená do šesti jazyků, 2009[9]

## Inspirace ve filmu a hudbě
- Královna severních záseků – oratorium Ondřeje Fibicha a Jiřího Smrže, 1993
- V erbu lvice – film režiséra Ludvíka Ráži podle stejnojmenného románu, 1994[10]
- Svatá Zdislava – oratorium skladatele Miloše Boka, 2001[11]
- Zdislava z Lemberka – kantáta z cyklu České nebe Jana Zástěry na text Marie Dolistové, 2018
- Já vládnu pouze láskou – kantáta Jana Zástěry k oslavě výročí 800 let od narození sv. Zdislavy na text Jana Matouška, 2020